# Campionato Primavera 1980-1981
Il Campionato Primavera 1980-1981 è stata la 19ª edizione del Campionato di calcio Primavera. Il detentore del trofeo era la Fiorentina.
La squadra vincitrice del torneo è stata l'Udinese; il club bianconero friulano conquistava così per la prima volta nella sua storia il titolo di campione nazionale, dopo aver vinto il Campionato Primavera di serie B 1963-1964.